# Мова Арсентій
Мова (Остапенко) Арсентій — народний майстер старосвітських бандур і скрипок. Жив у селі Дергачі наприкінці 19-го та початку 20-го століття. Зробив понад 1000 бандур. Майже всі кобзарі довкола Харкова грали на його інструментах. Він вперше почав робити інструменти з сталевими струнами й асиметрично поставленим грифом на бандурі. Брав участь як виконавець на скрипці в етнографічних концертах на XII Археологічному з'їзді у Харкові у 1902 році.